# Timmia alataviensis
Timmia alataviensis är en bladmossart som beskrevs av C. Müller 1898. Timmia alataviensis ingår i släktet timmior, och familjen Timmiaceae. Inga underarter finns listade i Catalogue of Life.